# Portable Application Description
PAD (Portable Application Description) — текстовый файл в формате XML, разработанный Association of Shareware Professionals и содержащий:
- информацию о программном продукте (стоимость, версия, производитель, адрес сайта, ссылка на закачку, скриншоты и т. п.), лицензионное соглашение и условия распространения;
- пресс-релиз о выходе новой версии программы (опционально);
- ключевые слова и наборы описаний программного продукта на разных языках длиной 45, 80, 250, 450 и 2000 символов;

PAD-файл призван упростить и ускорить процесс публикации программного обеспечения в специальных онлайн каталогах.